# بونسالماغيين أوتشيربات
بونسالماغيين أوتشيربات (بالمنغولية: Пунсалмаагийн Очирбат)‏ (23 يناير 1942 - 17 يناير 2025)، هو سياسي من منغوليا. كان أول رؤساء جمهورية بلاده.